# Монтополи ин Сабина (Ријети)
Монтополи ин Сабина је насеље у Италији у округу Ријети, региону Лацио.
Према процени из 2011. у насељу је живело 1216 становника. Насеље се налази на надморској висини од 320 м.